# The Cape
The Cape est une série télévisée américaine en dix épisodes de 42 minutes créée par Tom Wheeler, dont seulement neuf épisodes ont été diffusés entre le 9 janvier 2011 et le 28 février 2011 sur le réseau NBC et sur Citytv au Canada. Le dernier épisode a été mis en ligne sur le site de NBC.
En France, la série a été diffusée du 5 décembre 2011 au 26 décembre 2011 sur Syfy Universal. Néanmoins, elle reste inédite dans les autres pays francophones.

## Synopsis
L'histoire se déroule dans la ville fictive de Palm City en Californie. À la suite d'un événement douloureux, un officier de police, Vince Faraday, décide de se transformer en super-héros pour combattre l'injustice et le crime en choisissant le super-héros de comics préféré de son fils, « The Cape ».

## Distribution

### Acteurs principaux
- David Lyons (VF : Alexis Victor) : Vince Faraday / The Cape
- Keith David (VF : Thierry Desroses) : Max Malini
- Summer Glau (VF : Léa Gabrièle) : Orwell / Jaimie Fleming (vrai nom)
- James Frain (VF : Jean-Pierre Michaël) : Peter Fleming / Chess
- Jennifer Ferrin (en) (VF : Laura Zichy) : Dana Faraday, la femme de Vince
- Ryan Wynott (en) : Trip Faraday, le fils de Vince
- Dorian Missick (en) (VF : Jean-Paul Pitolin) : Marty Voyt
- Martin Klebba(VF : Damien Witecka) : Rollo

Photos des acteurs principaux
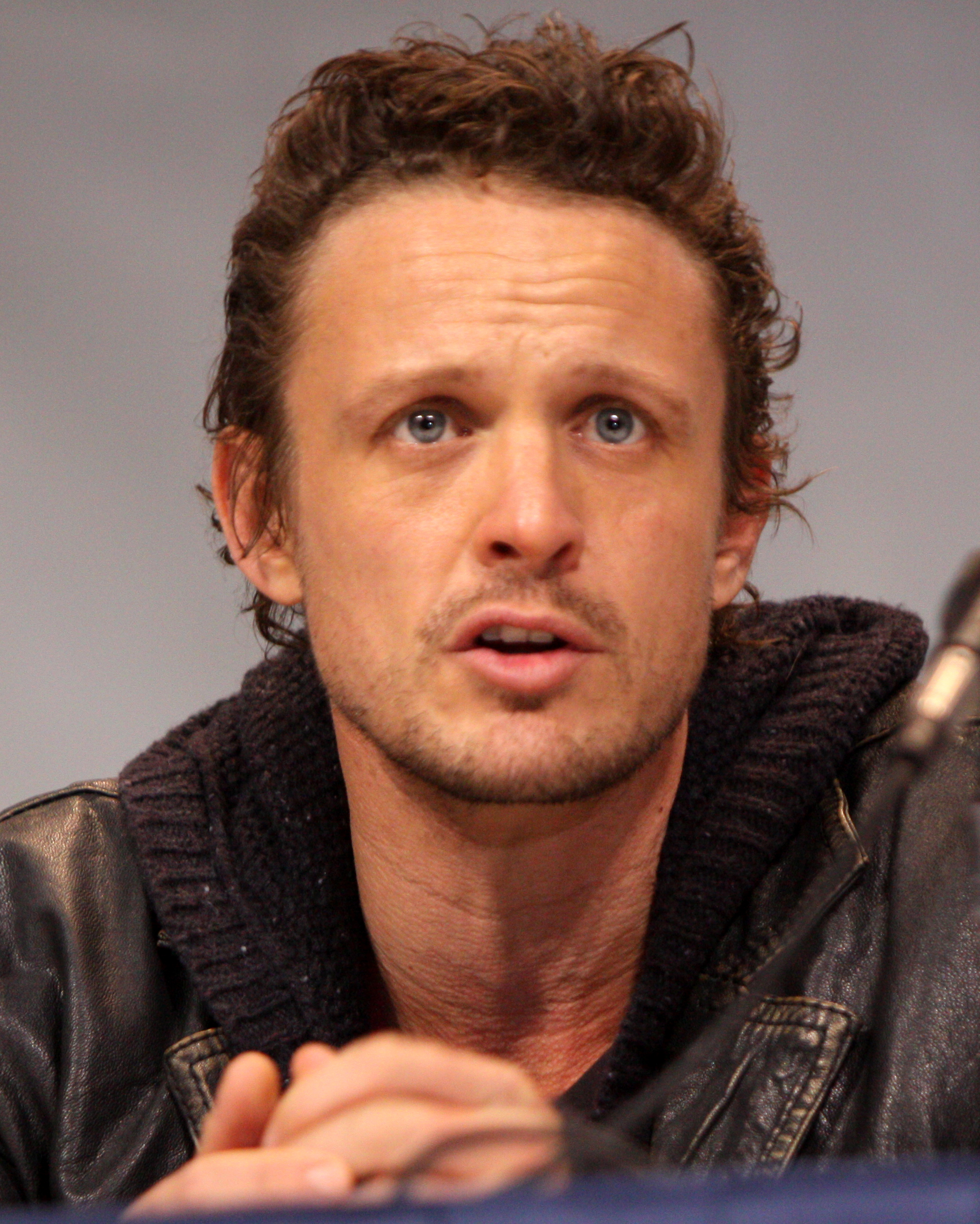
David Lyons interprète Vince Faraday / The Cape
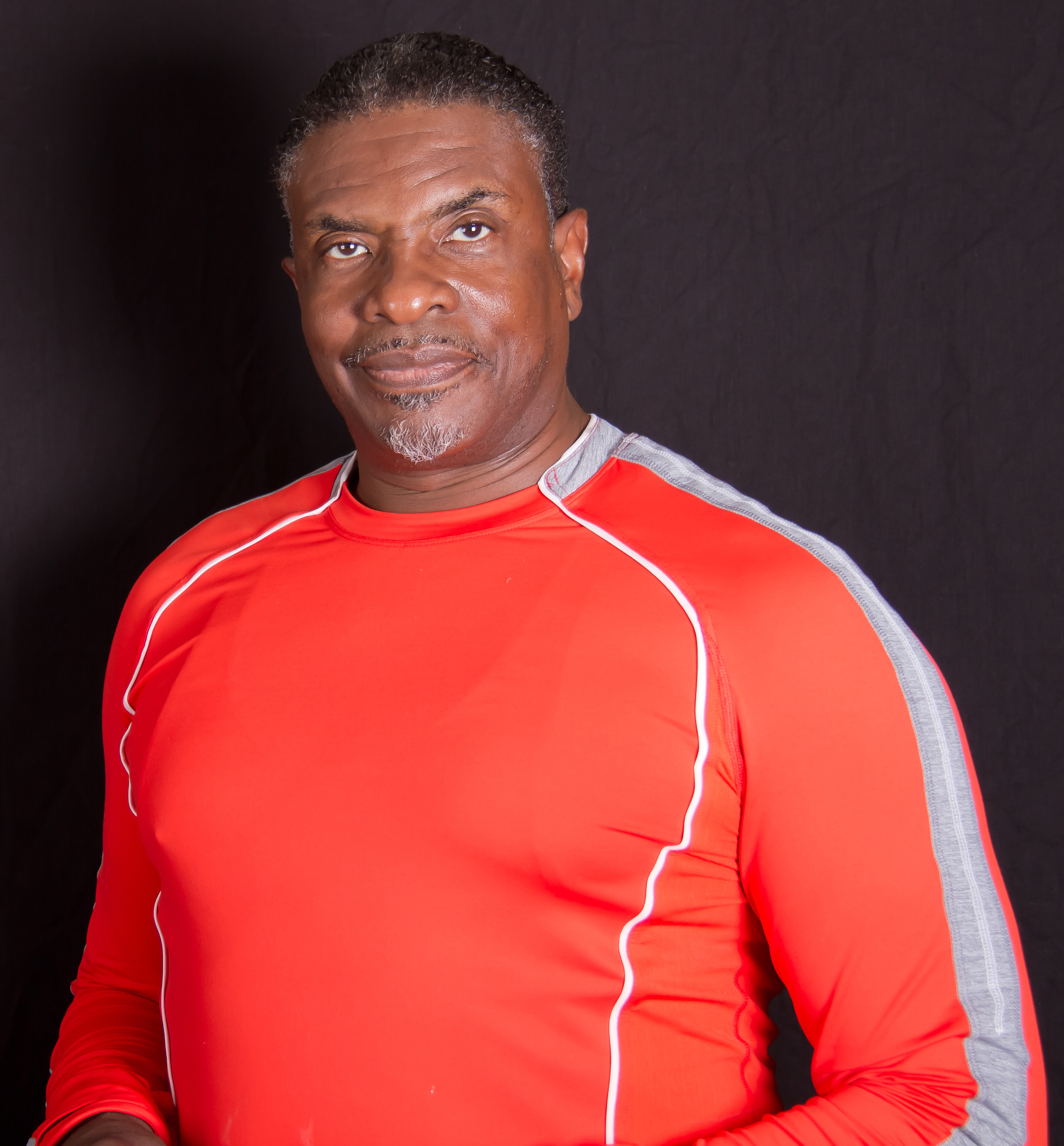
Keith David interprète Max Malini
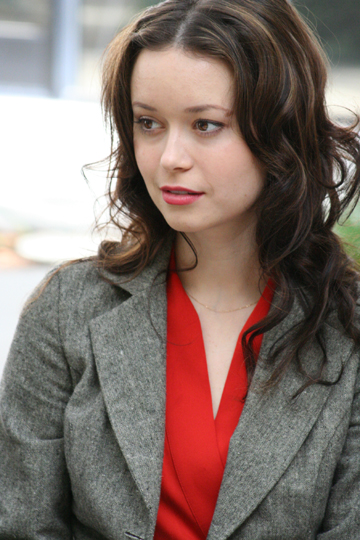
Summer Glau interprète Orwell / Jaimie Fleming
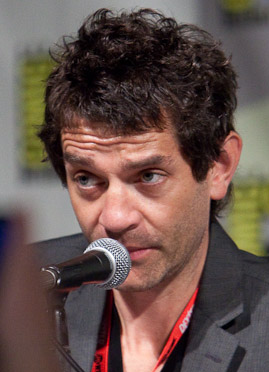
James Frain interprète Peter Fleming / Chess
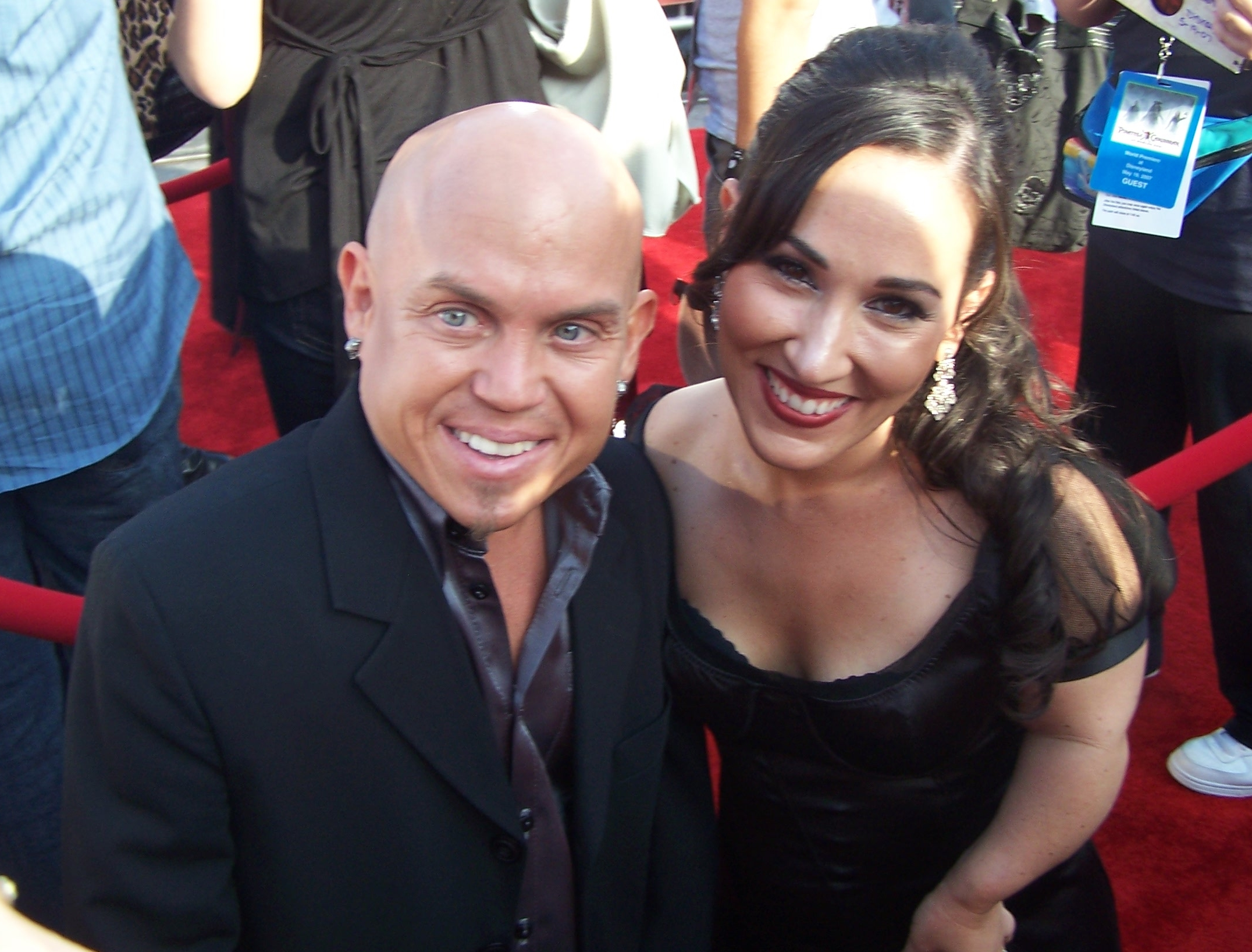
Martin Klebba interprète Rollo

### Acteurs récurrents
- Vinnie Jones (VF : Patrick Raynal) : Dominic Raoul / Scales
- Richard Schiff (VF : Hervé Caradec) : Patrick Portman
- Mather Zickel (en) (VF : Bertrand Liebert) : Travis Hall
- Izabella Miko (VF : Sabeline Amaury) : Raia
- Anil Kumar (VF : Guillaume Lebon) : Ruvi
- Elliott Gould : Samuel

### Invités
- Raza Jaffrey (VF : Loïc Houdré) : Raimonde LeFleur / Cain
- Thomas Kretschmann (VF : Éric Herson-Macarel) : Gregor Molotov
- Mena Suvari : Tracey Jarrod / Dice
- Pruitt Taylor Vince (VF : Gérard Darier) : Goggles
- Chad Lindberg (VF : Emmanuel Karsen) : Hicks
- Eric Michael Cole (en) (VF : Loïc Houdré) : Noodle
- Glenn Fitzgerald : Conrad Chandler / The Lich
- Alicia Lagano (VF : Olivia Nicosia) : Janet Peck
- Grant Bowler (VF : Patrick Béthune) : Razer
- Michael Irby : Tommy Molinari / Pokerface
- Eric Pierpoint (en) (VF : Michel Voletti) : Tom Ross
- Slaine (VF : Jérôme Wiggins) : Kazzie

Source VF : RS Doublage

## Production

### Développement
Le pilote a été commandé vers la fin janvier 2010, qui sera réalisé par Simon West.
Le 14 mai 2010, NBC commande la série, puis deux jours plus tard, place la série pour la mi-saison. À la mi-novembre 2010, NBC confirme que treize épisodes seront produits.
À la suite des audiences décevantes de la série après la diffusion des cinq premiers épisodes, la chaîne a réduit celle-ci de trois épisodes, passant à dix épisodes.
Les audiences de la série continuant à s'écrouler, le réseau NBC a décidé de diffuser l'épisode final uniquement sur son site internet le 11 mars 2011.

### Casting
Le casting principal a débuté à la fin février 2010, dans cet ordre : David Lyons, Dorian Missick (en), James Frain, Summer Glau, Jennifer Ferrin (en), Keith David et Ryan Wynott (en).
En juin 2010, Vinnie Jones, qui était invité dans le pilote, est promu à la distribution principale. Puis à la fin septembre, Izabella Miko décroche un rôle récurrent.

### Fiche technique
- Titre français et original : The Cape
- Créateur : Thomas Wheeler
- Réalisation : Simon West, Deran Sarafian, David Jackson, Dennie Gordon, Michael Nankin, Karen Gaviola, Roxann Dawson, David Straiton et Ernest R. Dickerson
- Scénario : Thomas Wheeler, Craig Titley, Bill Wheeler, Toni Graphia, Robbie Thompson et Christine Roum
- Décors : Cece Destefano
- Costumes : Robert Blackman
- Photographie : John Newby et Michael Negrin
- Montage : Casey Brown, Heather MacDougall et Michael O'Halloran
- Musique : Bear McCreary
- Casting : Risa Bramon Garcia et Christy Faison
- Direction artistique : Nathan Ogilvie et Karen Steward
- Production : Lorie Zerweck et Brian Moraga
  - Production exécutive : Deran Sarafian, Gail Berman, Lloyd Braun, Tom Wheeler, Gene Stein, John Wirth et Toni Graphia
- Société de production : BermanBraun, Arcanum et Universal Media Studios (UMS)
- Société de distribution : NBC
- Format : Couleur - 1,78 : 1
- Pays d'origine :  États-Unis
- Langue : Anglais
- Genre : fantastique, dramatique, de super-héros
- Durée : 42 minutes

 Sauf indication contraire, les informations mentionnées dans cette section peuvent être confirmées par la base de données cinématographiques IMDb,  présente dans la section « Liens externes ».
- Version française réalisée par :
  - Société de doublage : Mediadub International[4]
  - Direction artistique : Nathalie Rimbault
  - Adaptation des dialogues : Jonathan Amram et Flaminio Corcos

## Épisodes
1. The Cape (Pilot)
2. La Tour (Tarot)
3. Kozmo (Kozmo)
4. Le Monte Carlo Express (Scales on a Train)
5. Les dés sont jetés (Dice)
6. Goggles et Hicks (Goggles and Hicks)
7. Le Jour des morts (1re partie) (The Lich - Part 1)
8. Le Jour des morts (2e partie) (The Lich - Part 2)
9. En territoire ennemi (Razer)
10. Fin de partie (Endgame)

## Accueil

### Critiques
The Cape a suscité des critiques mitigées de la part des critiques, avec un score de 54⁄100 pour Metacritic. Le critique Ken Tucker a décrit la série comme « amusante, rafraîchissante, exempte d'ironie » avec « une sensibilité qui permettait un sens de l'humour sans pour autant sombrer dans la fatigue », ou occupé l'exécution est nette et efficace et « une personne du réseau a appris une leçon de Heroes ». Parallèlement, Matt Zoller Seitz a critiqué le pilote de la série pour son incapacité à développer efficacement son récit. Sans se plaindre de la prémisse de la série, il écrit que le pilote « précipite tout, pulvérisant des personnages et des histoires potentiellement captivants jusqu'à ce que toute la production commence à ressembler à une longue bande-annonce », a écrit Peter Swanson de Slate. que la série « tombe dans un terrain vague de sa propre fabrication, où ni les enjeux ni les blagues ne peuvent détourner l'attention de la maigreur de son écriture ».

### Audiences
Les débuts spéciaux de la série, qui ont eu lieu dimanche, ont permis de récolter un score de 2,6 millions de téléspectateurs des 18 à 49 ans. Il s'est classé au troisième rang en termes de grandes avant-premières de réseaux de science-fiction pour la saison 2010-2011, derrière son compatriote NBC, The Event, et No Ordinary Family, de la chaîne ABC. Pour sa première diffusion non répétée dans sa plage horaire officielle du lundi, l'émission avait chuté de 1,8 million de téléspectateurs et les deux épisodes suivants ont reçu respectivement 1,6 et 1,5 million de téléspectateurs.

#### Aux États-Unis
| Saison | Nombre d’épisodes | Diffusion originale | Diffusion originale | Diffusion originale | Diffusion originale            |
| Saison | Nombre d’épisodes | Années              | Début de saison     | Fin de saison       | Audience moyenne (en millions) |
| ------ | ----------------- | ------------------- | ------------------- | ------------------- | ------------------------------ |
| 1      | 10                | 2011                | 8 janvier 2011      | 11 mars 2011        | 5,52                           |

## Distinctions

### Récompenses
- 63e cérémonie des Primetime Emmy Awards :
  - Meilleure maquillage prothétique dans une série télévisée pour l'épisode En territoire ennemi (Razer)

## DVD
- L'intégrale de la série est sortie en coffret 3 DVD le 31 janvier 2012 chez Universal Pictures Vidéo. Le ratio image est au format 1.78:1 panoramique 16/9 en anglais et français 5.1 avec sous-titres français disponibles. Pas de suppléments[21].